# O'Brien (Nineteen Eighty-Four)
O'Brien é um personagem fictício e o principal antagonista no romance Nineteen Eighty-Four de George Orwell. O protagonista Winston Smith, vivendo em uma sociedade distópica governada pelo Partido, sente-se estranhamente atraído pelo membro O'Brien, do Inner Party. Orwell na obra nunca revela o primeiro nome de O'Brien.